# Euphorbia quadrata
Euphorbia quadrata är en törelväxtart som beskrevs av Gert Cornelius Nel. Euphorbia quadrata ingår i släktet törlar, och familjen törelväxter. Inga underarter finns listade i Catalogue of Life.